# Vanadzor
Vanadzor (tiếng Armenia: Վանաձոր phát âm [vɑnɑˈdzɔɾ]) là thành phố lớn thứ ba tại Armenia với dân số 107.394 người (điều tra dân số năm 2001) và là tỉnh lỵ tỉnh Lori. Địa danh này trước đây được biết đến với tên Kirovakan (tiếng Armenia: Կիրովական, mang tên Sergey Kirov) trong thời kỳ Xô viết và là Karakilisa trong thời kỳ Sa hoàng. Thành phố được coi là một trong những đẹp như tranh vẽ trong cả nước, có ngôi nhà mùa hè đẹp hay dachas.

## Địa lý
Vanadzor, thủ phủ của tỉnh Lori, có cự ly 128 km về phía bắc của Yerevan và 64 km về phía đông của Gyumri.
Ở độ cao 1425 mét trên mực nước biển, Vanadzor nằm bên cạnh thung lũng của sông Pambak vào điểm nơi con sông Pambak, Tantsut và Vanadzor nhập vào nhau. Thành phố lớn thứ ba ở Armenia, được bao quanh với những ngọn núi của Bazum và Pambak có độ cao trên 2500 mét. Các khu vực phía nam và phía đông là mật độ rừng trong khi ở phía bắc và phía tây, họ khô hơn và thường chỉ được bao phủ bởi bụi cây và thực vật.
Vanadzor, như Gyumri và Spitak (25 km về phía Tây), bị một số lượng đáng kể thiệt hại từ trận động đất Spitak 1988 trong đó 564 người đã thiệt mạng. Nhưng không giống như các thành phố khác, phần lớn các tòa nhà, con đường lớn và công viên trung tâm không bị ảnh hưởng từ trận động đất.

### Khí hậu
Khí hậu của Vanadzor được đặc trưng với mùa hè mát và mùa đông tương đối nhẹ. Nhiệt độ trung bình vào mùa đông là -4,2 C, trong khi vào mùa hè, nó đạt đến 20 C. Khí hậu của Vanadzor được phân loại là ẩm lục địa (phân loại khí hậu Köppen DFB).
| Dữ liệu khí hậu của Vanadzor            | Dữ liệu khí hậu của Vanadzor | Dữ liệu khí hậu của Vanadzor | Dữ liệu khí hậu của Vanadzor | Dữ liệu khí hậu của Vanadzor | Dữ liệu khí hậu của Vanadzor | Dữ liệu khí hậu của Vanadzor | Dữ liệu khí hậu của Vanadzor | Dữ liệu khí hậu của Vanadzor | Dữ liệu khí hậu của Vanadzor | Dữ liệu khí hậu của Vanadzor | Dữ liệu khí hậu của Vanadzor | Dữ liệu khí hậu của Vanadzor | Dữ liệu khí hậu của Vanadzor |
| Tháng                                   | 1                            | 2                            | 3                            | 4                            | 5                            | 6                            | 7                            | 8                            | 9                            | 10                           | 11                           | 12                           | Năm                          |
| --------------------------------------- | ---------------------------- | ---------------------------- | ---------------------------- | ---------------------------- | ---------------------------- | ---------------------------- | ---------------------------- | ---------------------------- | ---------------------------- | ---------------------------- | ---------------------------- | ---------------------------- | ---------------------------- |
| Trung bình ngày tối đa °C (°F)          | 1.2 (34.2)                   | 2.3 (36.1)                   | 6.9 (44.4)                   | 13.3 (55.9)                  | 18.6 (65.5)                  | 22.6 (72.7)                  | 25.7 (78.3)                  | 25.6 (78.1)                  | 22.0 (71.6)                  | 16.3 (61.3)                  | 9.1 (48.4)                   | 3.3 (37.9)                   | 13.9 (57.0)                  |
| Trung bình ngày °C (°F)                 | −3.7 (25.3)                  | −2.7 (27.1)                  | 1.8 (35.2)                   | 7.4 (45.3)                   | 12.4 (54.3)                  | 16.0 (60.8)                  | 19.0 (66.2)                  | 18.9 (66.0)                  | 14.9 (58.8)                  | 9.8 (49.6)                   | 3.9 (39.0)                   | −1.1 (30.0)                  | 8.1 (46.5)                   |
| Tối thiểu trung bình ngày °C (°F)       | −8.5 (16.7)                  | −7.6 (18.3)                  | −3.3 (26.1)                  | 1.6 (34.9)                   | 6.3 (43.3)                   | 9.5 (49.1)                   | 12.3 (54.1)                  | 12.2 (54.0)                  | 7.8 (46.0)                   | 3.3 (37.9)                   | −1.2 (29.8)                  | −5.5 (22.1)                  | 2.2 (36.0)                   |
| Lượng Giáng thủy trung bình mm (inches) | 20 (0.8)                     | 26 (1.0)                     | 36 (1.4)                     | 57 (2.2)                     | 94 (3.7)                     | 83 (3.3)                     | 51 (2.0)                     | 42 (1.7)                     | 33 (1.3)                     | 41 (1.6)                     | 32 (1.3)                     | 19 (0.7)                     | 534 (21)                     |
| Nguồn: Climate-Data.org                 |                              |                              |                              |                              |                              |                              |                              |                              |                              |                              |                              |                              |                              |

## Nhân khẩu
Dưới đây là dân số Vanadzor qua các năm:
| Năm    | 1831 | 1873  | 1897  | 1926  | 1939   | 1959   | 1979    | 2001    | 2011   |
| Dân số | 494  | 2.017 | 3.917 | 8.640 | 17.607 | 49.423 | 148.876 | 107.394 | 86.199 |

## Thành phố kết nghĩa
Vanadzor kết nghĩa với:
- Bagneux, Pháp (1967)
- Batumi, Gruzia (2006)
- Kislovodsk, Nga (2005)
- Pasadena, Hoa Kỳ (1992)
- Maardu, Estonia (2007)
- Podolsk, Nga (2004)
- Vitebsk, Belarus (2012)
- Chu Châu, Trung Quốc (2001)